# Ticra
Ticra es un sitio arqueológico en Huánuco, Perú.

## Ubicación
Se ubica próximo al oeste del C.P. de San José de Ticra, ambos localizados en la ladera oeste del cerro Pitacmachay, en el distrito de Jesús, provincia de Lauricocha.

## Descripción
Este yacimiento contiene edificios de base circular y torres funerarias (chullpa) de forma prismática cuadrada o rectangular, cuyos muros están hechos con objetos pétreos unidos mediante argamasa o barro.

## Historia
Fue declarado Patrimonio Cultural Nacional por Resolución Directoral No. 952/INC el 20 de septiembre del 2001.